# Simon Geleijnse
Simon Geleijnse (Goes, 19 december 1973) is een Nederlands voormalig politicus namens 50PLUS en het Christen-Democratisch Appèl (CDA). Sinds 2023 is hij lid van Nieuw Sociaal Contract (NSC).
Geleijnse was zeven jaar zelfstandig ondernemer in bloemen en planten en was vervolgens zeven jaar werkzaam bij een zorgverzekeraar. Hij was in 2006 korte periode gemeenteraadslid voor het CDA in Borsele. Bij het CDA was hij medewerker van het partijbureau en medewerker van de Tweede Kamerfractie. Voor de Tweede Kamerfractie 50PLUS was hij werkzaam als ambtelijk secretaris. 
Bij de Tweede Kamerverkiezingen van 2017 stond Geleijnse op de zesde plaats van de kandidatenlijst van 50PLUS, wat niet voldoende was om gekozen te worden. Van 12 maart tot 26 juni 2019 was hij tijdelijk lid van de Tweede Kamer als vervanger van Léonie Sazias. Eerder was hij dat van 7 november 2018 tot 27 februari 2019. Geleijnse was mede-indiener van de Klimaatwet.
Bij de gemeenteraadsverkiezingen in 2022 stond Geleijnse op de 2e plaats van de kandidatenlijst van het CDA Rijswijk. Op 30 maart 2022 werd hij geïnstalleerd als gemeenteraadslid in Rijswijk. In september 2023 trad hij terug als gemeenteraadslid, omdat hij medewerker werd bij Kamerlid Pieter Omtzigt, die kort daarvoor de partij NSC had opgericht.. Sinds 23 november 2023 was hij ambtelijk secretaris van de NSC fractie in de Tweede Kamer der Staten Generaal. Na het aantreden van het kabinet Schoof werd hij politiek assistent van Minister Judith Uitermark.
- Parlement.com: vk96lra5hhx0